# Žuta Lokva
Žuta Lokva je naselje u Ličko-senjskoj županiji u općini Brinje s oko 37 stanovnika.

## Zemljopis
Žuta Lokva je na sjeveru Like, u zapadnojužnom djelu općine Brinje. Mjesto graniči sa selima Melnice, Rapain Klanac, Prokike i Vrzići.

## Stanovništvo
Žuta Lokva kao samostalno naseljeno mjesto postoji od popisa 1991. godine.
- 2001. – 37
- 1991. – 50 (Hrvati – 23, Srbi – 22, Jugoslaveni – 1, ostali – 4)

## Povijest
Na području mjesta su 24. kolovoza 1991. godine za vrijeme Domovinskog rata srpski pobunjenici počinili pokolj pripadnika hrvatskog MUP-a, koji su ondje na cesti iz Josipdola prema Senju i Otočcu bili u ophodnji. U istom pokolju su ubijena 4 redarstvenika a jedan je ranjen.